# Изабела (окръг, Мичиган)
Вижте пояснителната страница за други значения на Изабела.
Окръг Изабела (на английски: Isabella County) е окръг в щата Мичиган, Съединени американски щати. Площта му е 1497 km², а населението - 63 351 души (2000). Административен център е град Маунт Плезънт.